# بارگذاری مجدد ماتریکس
بارگذاری مجدد ماتریکس (به انگلیسی: The Matrix Reloaded) یک فیلم عملی-تخیلی آمریکایی به نویسندگی و کارگردانی واچوفسکی‌ها است که در مه سال ۲۰۰۳ اکران شد. در این فیلم بازیگرانی همچون کیانو ریوز، لارنس فیشبرن، کری-ان ماس، هوگو ویوینگ، دنیل برنهارت، مونیکا بلوچی، جیدا پینکت اسمیت، کولین چو، هارولد پرینوا، لمبرت ویلسون و گلوریا فاستر ایفای نقش می‌کنند. این فیلم دومین قسمت در سه‌گانه ماتریکس و ادامهٔ فیلم ماتریکس در سال ۱۹۹۹ است. قسمت سوم  این سری نیز با نام انقلاب‌های ماتریکس، شش ماه پس از بارگذاری مجدد، در ۵ نوامبر ۲۰۰۳ اکران شد.

## خلاصه داستان
شش ماه پس از فرار از ماتریکس، نئو و ترینیتی حالا وارد رابطه‌ای عاشقانه شده‌اند. در همین زمان، مورفیوس پیامی اضطراری از نایوبی، کاپیتان کشتی لوگوس، دریافت می‌کند. او خبر می‌دهد که ارتشی از سنتینل‌ها (ربات‌های شکارچی) در حال حفاری به‌سمت زیان هستند و ظرف ۷۲ ساعت به آن‌جا خواهند رسید. فرمانده لاک دستور بازگشت فوری همه کشتی‌ها را صادر می‌کند تا برای دفاع آماده شوند، اما مورفیوس اصرار دارد یک کشتی برای تماس با اوراکل باقی بماند.
در درون ماتریکس، یکی از اعضای خدمه به نام بین با مامور سابق، اسمیت، روبه‌رو می‌شود. اسمیت ذهن او را تسخیر کرده و کنترل جسم بین را به‌دست می‌گیرد، با این کار عملاً به دنیای واقعی نفوذ می‌کند.
در زیان، مورفیوس خبر حرکت ماشین‌ها را اعلام می‌کند. کشتی نبوکدنصر از زیان خارج می‌شود و نئو درون ماتریکس با سرا‌ف، محافظ اوراکل، دیدار کرده و نزد او می‌رود. اوراکل که خود نیز بخشی از ماتریکس است، به نئو می‌گوید باید با کمک «کی‌میکر» (کلیدساز) به منبع اصلی ماتریکس برسد. پس از رفتن او، اسمیت ظاهر می‌شود و توضیح می‌دهد که بعد از شکست از نئو، از کنترل سیستم خارج شده و حالا می‌تواند خودش را روی دیگران کپی کند؛ حتی مامورهای جدید. او تلاش می‌کند بدن نئو را تسخیر کند، اما نئو مقاومت کرده و در برابر سیل نسخه‌های اسمیت می‌جنگد تا اینکه مجبور به عقب‌نشینی می‌شود.
برای یافتن کی‌میکر، نئو، مورفیوس و ترینیتی به سراغ مروونجین می‌روند؛ برنامه‌ای سرکش با نفوذ زیاد که کلیدساز را زندانی کرده است. او حاضر به همکاری نیست، اما همسرش، پرسه‌فونی، به‌خاطر خیانت همسرش، تصمیم می‌گیرد به سه‌نفر کمک کند و آن‌ها را به کی‌میکر می‌رساند. پس از آزادسازی، مورفیوس و ترینیتی همراه کی‌میکر فرار می‌کنند و نئو با محافظان مروونجین می‌جنگد. در تعقیب و گریز طولانی، ترینیتی موفق به فرار می‌شود، مورفیوس دوقلوهای قاتل را شکست می‌دهد و نئو، مورفیوس و کی‌میکر را از دست مامور جانسون نجات می‌دهد.
برای رسیدن نئو به منبع، خدمه سه کشتی نبوکدنصر، ویجی‌لنت و لوگوس دست به عملیات می‌زنند. کشتی لوگوس باید یک نیروگاه را نابود کند و کشتی ویجی‌لنت، سیستم پشتیبان را غیرفعال کند. این مراحل برای عبور نئو از سیستم امنیتی حیاتی است. نئو که دیدی از مرگ ترینیتی دارد، از او می‌خواهد در کشتی بماند. لوگوس مأموریت را کامل می‌کند اما ویجی‌لنت توسط سنتینل‌ها نابود می‌شود. ترینیتی جای خدمه‌ی کشته‌شده را می‌گیرد و مأموریتشان را کامل می‌کند. اما مامور تامپسون سر راهش قرار می‌گیرد و با او درگیر می‌شود. در همین زمان، اسمیت‌ها به سراغ نئو، مورفیوس و کی‌میکر می‌آیند. کلیدساز پیش از مرگش، در را به روی نئو باز می‌کند تا وارد منبع شود.
نئو در منبع با معمار ماتریکس دیدار می‌کند؛ سازنده سیستم. او برای نئو فاش می‌کند که «یک» (The One) بخشی از طراحی برنامه‌ریزی‌شده ماتریکس است و این نسخه، ششمین تکرار آن است. هر بار که ماتریکس به مرز فروپاشی می‌رسد، «یک» با ورود به منبع، سیستم را ریست کرده و جمع کوچکی از انسان‌ها را برای بازسازی زیان انتخاب می‌کند. نئو اما تصمیم متفاوتی می‌گیرد: او گزینه نجات ترینیتی را انتخاب می‌کند، حتی اگر به قیمت فروپاشی ماتریکس و مرگ همه باشد. این تصمیم، تعجب و تحقیر معمار را به‌دنبال دارد.
در ادامه، رویای نئو به حقیقت می‌پیوندد؛ ترینیتی در حین سقوط از ساختمان، هدف گلوله مامور قرار می‌گیرد. نئو قبل از برخورد او با زمین، می‌رسد، گلوله را از بدنش خارج می‌کند و قلبش را دوباره به کار می‌اندازد.
آن‌ها به دنیای واقعی بازمی‌گردند، اما سنتینل‌ها به نبوکدنصر حمله کرده و آن را نابود می‌کنند. نئو و خدمه جان سالم به‌در می‌برند. وقتی سنتینل‌ها دوباره به آن‌ها نزدیک می‌شوند، نئو کشف می‌کند که حتی در دنیای واقعی نیز می‌تواند ماشین‌ها را حس کند. او با قدرت ذهنی خود، آنها را متوقف می‌کند، اما خود به حالت اغما می‌افتد.
کشتی دیگری به نام مجولنیر آن‌ها را نجات می‌دهد. کاپیتان کشتی خبر می‌دهد که باقی کشتی‌ها در دفاع از زیان از بین رفته‌اند، چراکه کسی زودتر از موعد، بمب الکترومغناطیسی (EMP) را فعال کرده. تنها بازمانده، بین است — همان کسی که اکنون جسمش در اختیار اسمیت است. او بیهوش، کنار نئوی در کما، در درمانگاه کشتی خوابیده است.